# エウヘニオ・ルーカス・ベラスケス
エウヘニオ・ルーカス・ベラスケス（Eugenio Lucas Velázquez、別名にエウヘニオ・ルーカス・イ・パディーヤ:Eugenio Lucas y Padilla または エウヘニオ・デ・ルーカス:Eugenio de Lucas　とも、1817年2月9日 - 1870年9月11日）は、スペインの画家である。ディエゴ・ベラスケスやフランシスコ・デ・ゴヤのスタイルを真似た作品を描いたことで知られている。

## 略歴
マドリードで生まれた。父親の姓はデ・ルーカスで、母親の姓はパディーヤ(Padilla)であり、第2姓は画家のディエゴ・ベラスケスからとっているとする説もあるが、ベラスケスが母親の姓であるという説もある 。
マドリードの王立サン・フェルナンド美術アカデミーに入学し、ヴィセンテ・カマロン（Vicente Camarón: 1803-1864）やホセ・デ・マドラーソ（1781 1859）、ラファエル・テヘオ（Rafael Tegeo: 1798-1856）に学んだ。1841年からアカデミーの年次展覧会に参加した。
1852年にパリに旅し、1855年のパリ万国博覧会の展覧会に参加した。 1856年から1858年まではイタリアに滞在し、18世紀ヴェネツィアの画家ジョヴァンニ・バッティスタ・ティエポロの作品からも影響を受けた。1859年にはモロッコを旅した。その後、マドリードに住み、働いた。
1870年に53歳でマドリードで亡くなった。
1844年にマルチナ・エルナンデス・ムニョスという女性と結婚するが1853年に離婚し、1854年から画家のヘナロ・ペレス・ビジャミル（1807–1854）の娘と同棲し、後に結婚した。夫婦には4人の子供が生まれ、息子のエウヘニオ・ルーカス・ビジャミル（Eugenio Lucas Villaamil: 1858–1918)は画家になった。
スペインで「Pintura Costumbrista」と呼ばれる「風俗写生画」を描き、ペインの巨匠、特にディエゴ・ベラスケスやフランシスコ・デ・ゴヤの作品の模写作品を制作したり、彼らの作品のスタイルを真似た作品を制作したことでも知られている。

## 作品

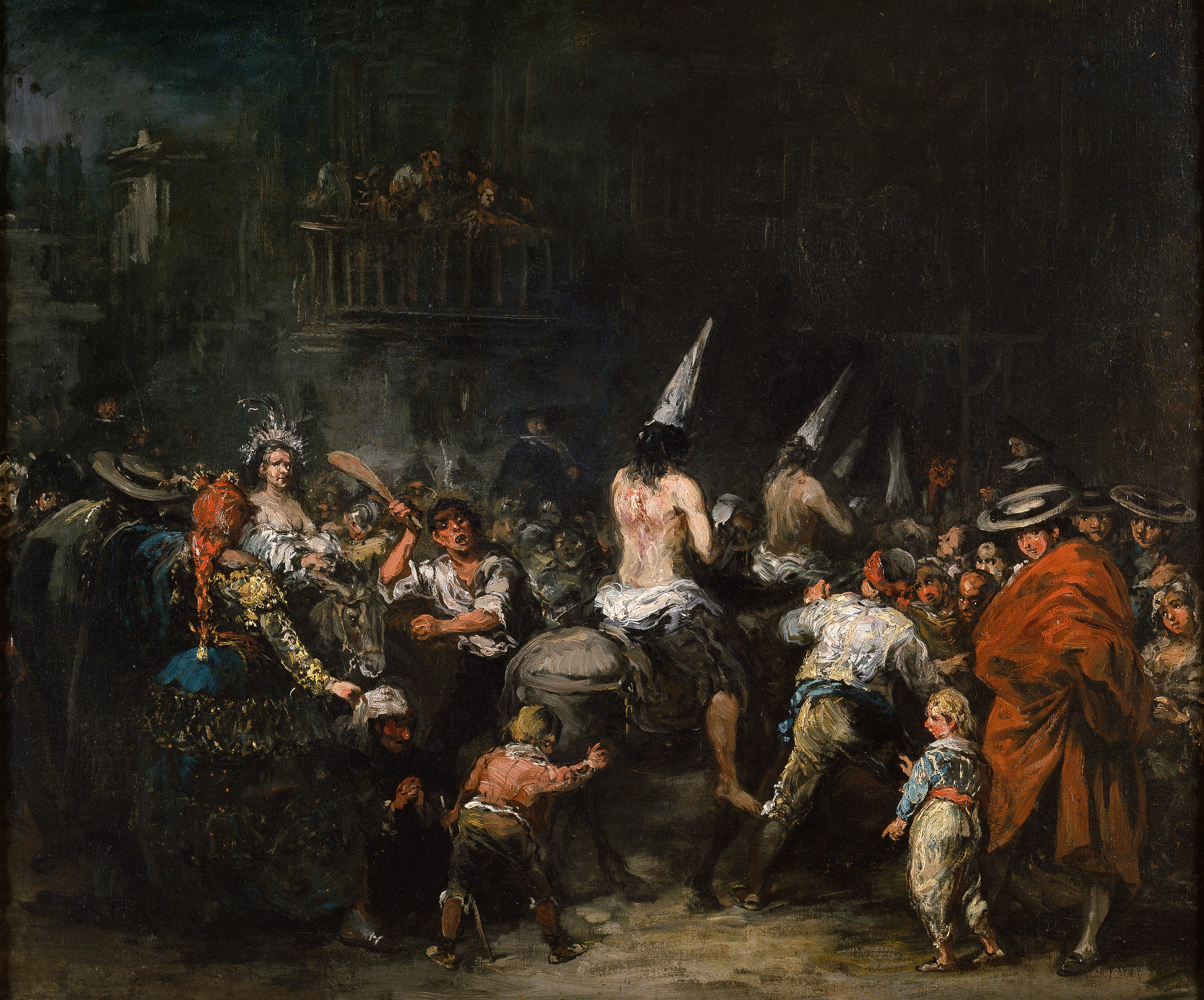
「異端審問の有罪者」
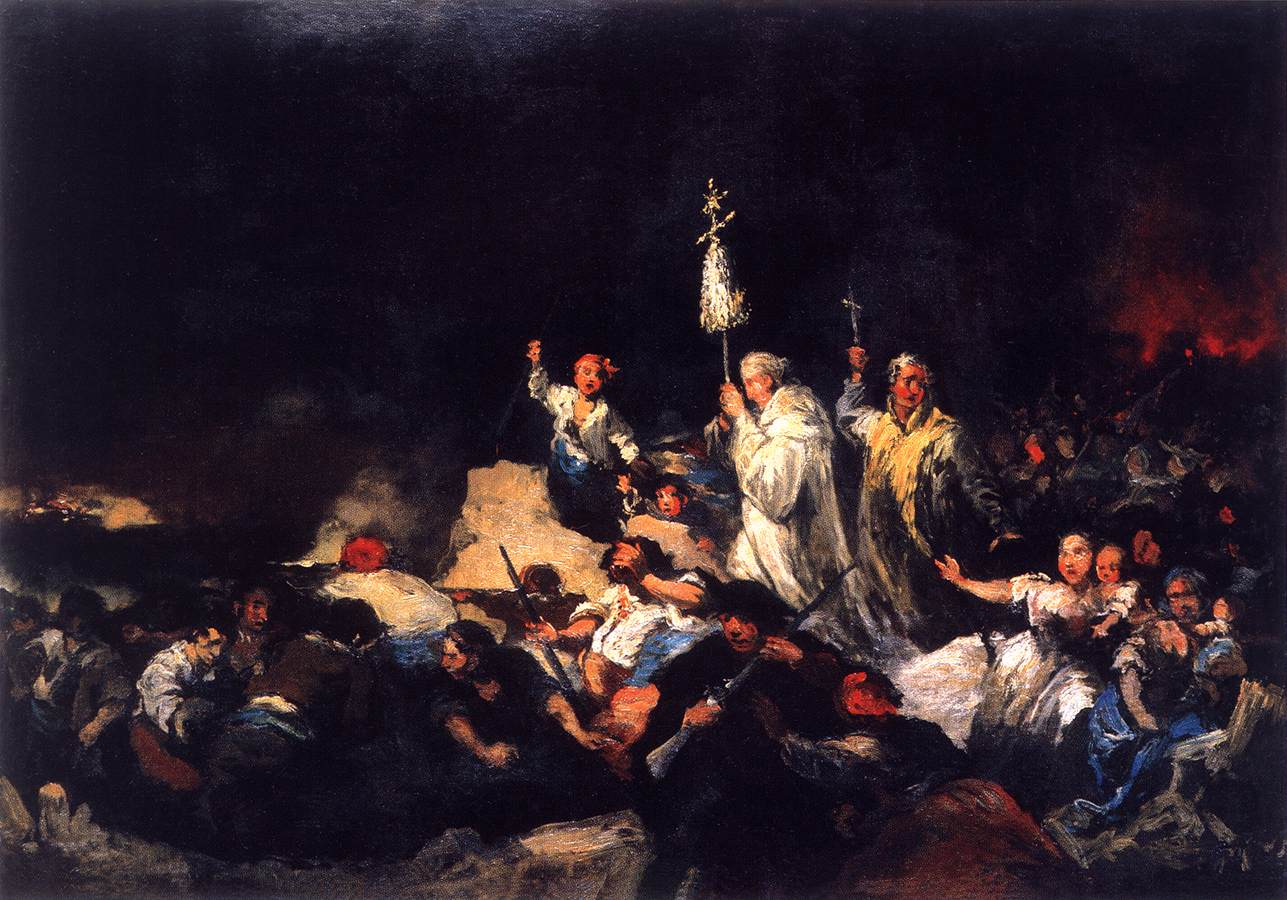
サラゴサの防衛戦(1850/1855) ヴァルラフ・リヒャルツ美術館
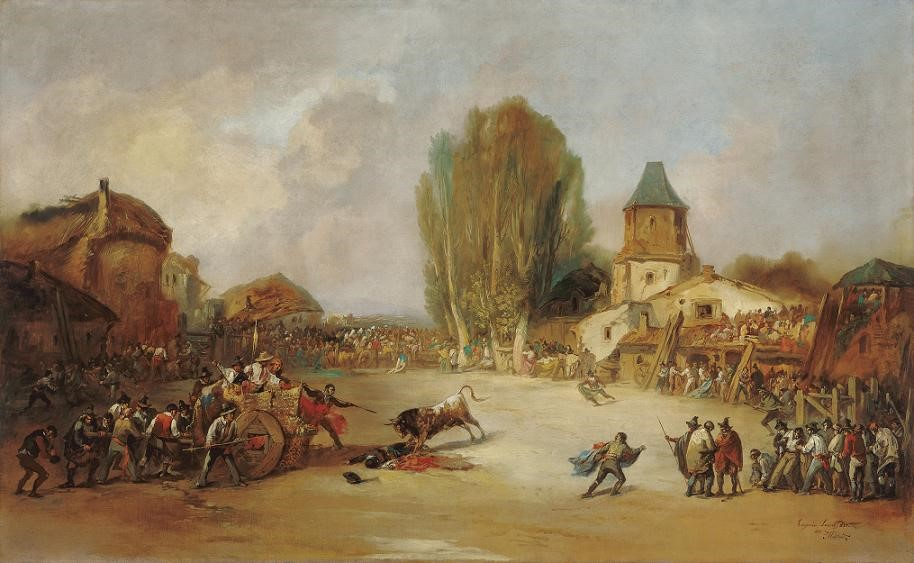
素人の闘牛 (1855)
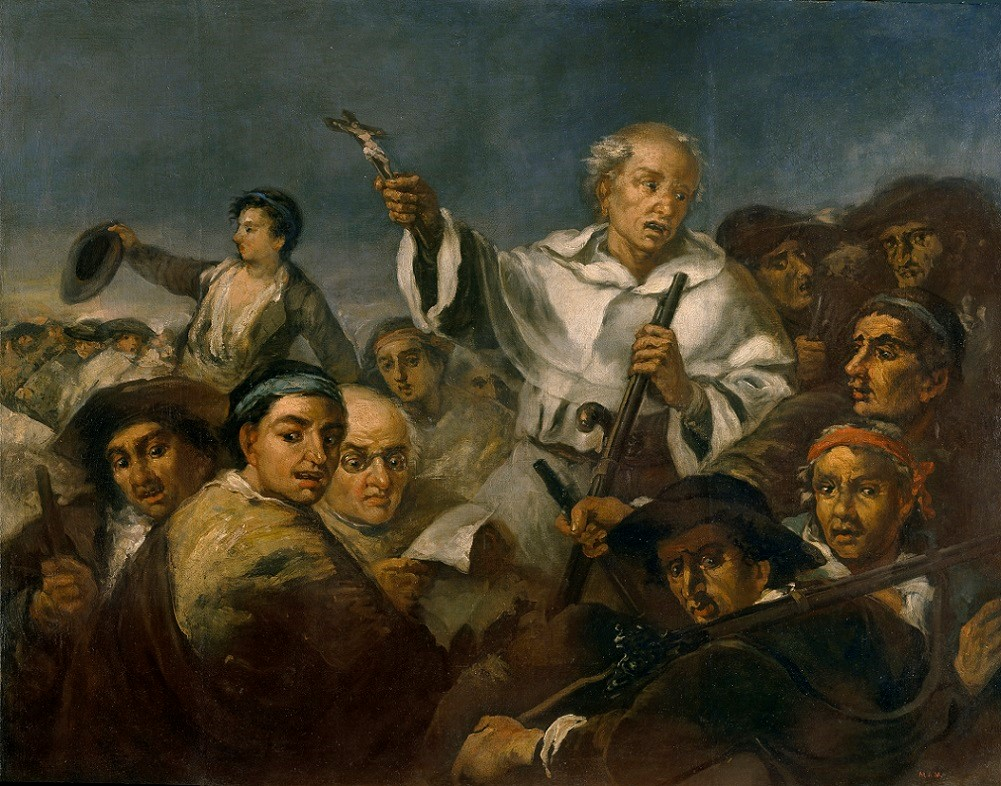
革命 (1862)
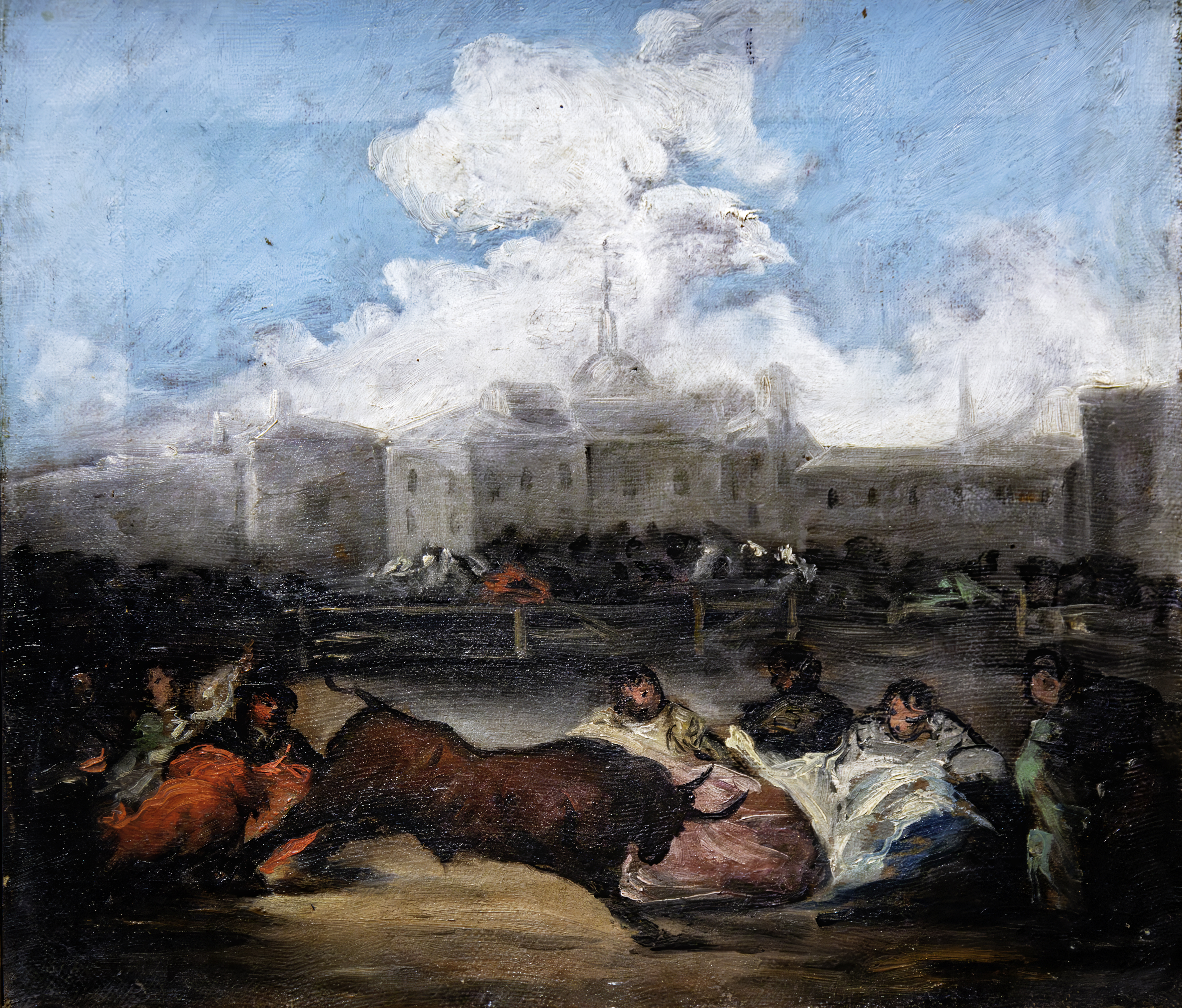
闘牛(c.1860) ゴヤ美術館
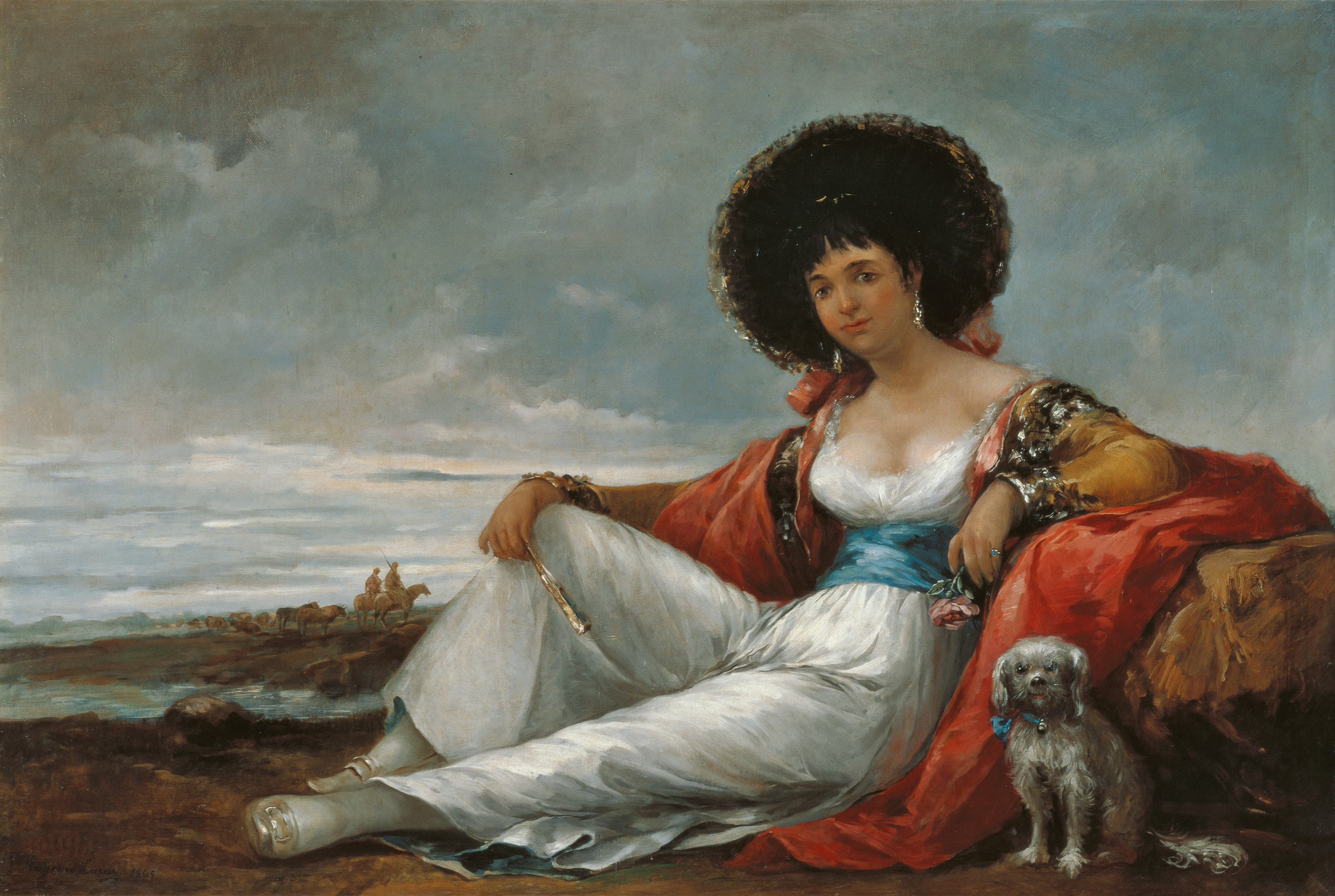
愛玩犬といるマハ (1865) Museo Carmen Thyssen Málaga